# Barsine
Barsine – córka satrapy Frygii w Persji – Artabazosa, siostra Artonis (żony Eumenesa z Kardii), Artakamy (żony Ptolemeusza I Sotera) i Farnabazosa (jednego z głównodowodzących flotą perską w trakcie wojen Aleksandra Wielkiego).
Poślubiła znakomitego wodza greckich najemników Memnona z Rodos służącego dla Imperium Achemenidów. Po jego śmierci została konkubiną Aleksandra Wielkiego. Owocem tego związku miał być syn Herakles, który nigdy nie został uznany za prawowitego dziedzica króla Macedonii.